# سقوط الدولة العباسية ودور الشيعة بين الحقيقة والاتهام
سقوط الدولة العباسية ودور الشيعة بين الحقيقة والاتهام هو كتاب مبني على رسالة دكتوراة عن دراسة جديدة لفترة من تاريخ الأمة الإسلامية (549 - 656 هـ) معتمدًا على مصادر أولية إسلامية (عربية وفارسية) وأجنبية معاصرة (أوروبية ومغولية وشرق آسيوية)؛ ألفه الأستاذ الجامعي سعد بن محمد بن حذيفة الغامدي أستاذ التاريخ الإسلامي ودراساته الشرقية لقسم التاريخ في كلية الآداب في جامعة الملك سعود، وهو جزء من سلسلة تاريخ المغول والعالم الإسلامي، التي عُني سعد الغامدي بالتأريخ والكتابة عنها، معتمدًا على مصادر عربية وفارسية ومغولية وأوروبية، وقد تعلّم بعض اللغات التأريخية للوصول الدقيق للمعلومات، كتعلم اللغة المغولية؛ نُشرَت الطبعة الأولى للكتاب عام 1401 هـ (الموافق 1981 م) ثم الطبعة الثانية عام 1403 هـ (الموافق 1983 م)؛ وقد مُنع الكتاب لاحقًا من النشر، وحُظر في البلدان العربية، تزامنًا مع الغزو الأمريكي للعراق. أهم نتيجة توصل إليها المؤلف هي أنه لم يكن للوزير العباسي (مؤيد الدين بن العلقمي الشيعي) أية صلة أو رابطة بالغزو المغولي ضد العباسيين، بل بالعكس أوضح أن الوزير نجح في إيقاف الحصار الأول للمغول على العراق، ثم وفي حصار بغداد الأخير حاول ضمان سلامة المدينة، خاصةً بعد هروب قائد الجيش التركي، وانغماس الخليفة في ملذّات المُلك؛ وهجوم الجيش العباسي على الكرخ وسكانها الشيعة والانتهاكات الجسيمة التي فعلها الجُند العباسيين، مما أدّى إلى تفتت اجتماعي، واستسلام السكان، مشيرًا إلى حقيقة أن ابن العلقمي كان الرجل الوحيد المُهتم بأمر المدينة من الطبقة الحاكمة، وأن الملامة وقعَت على الشيعة في كتب تاريخية لاحقة لأسباب سياسية، ويشكك المؤلف في مسألة تحوّل لون النهر إلى لون الحبر، حيث يطرح نصوصًا مفادها أن نصير الدين الطوسي قد نقل كثيرًا من محتوى المكتبات إلى مرصد مراغة وغيرها من المناطق مُشيرًا كذلك إلى دوره في الحفاظ على معالم الحضارة الإسلامية مثل المدرسة المستنصرية، والمئذنة الملوية؛ غير أنه لم يُبرّئ الطوسي من الخيانة..

## المحتويات

### المقدمة
- فاتحة الكتاب
- دراسة تحليلية مختصرة لأهم المصادر الرئيسة

### الفصل الأول
- جنكيز خان والقوى التي حاولت مجابهة المغول لتكوين إمبراطورياتهم
- التعريف بالمغول وتحديد موطنهم الأصلي
- جنكيز خان
- قبيلة كبرايت
- حروب جنكيز خان وبداية توحيد القبائل تحت زعامتهم
- مملكتا النيمان وخصوعهما تحت سلطة جنكيز خان
- حملات المغول العسكرية خارج منغوليا
- مملكة الأوروبغوريون وخضوعها لسلطة المغول
- الدولة القراخطائية
- سياسة حكومة القراخطائيين تجاه المسلمين في أراضيهم
- انحلال وزوال الدولة القراخطائية
- كوتشلوك خان واحتلاله عرش الكورخانيين
- سياسة كوتشلوك خان تجاه المسلمين ونهاية حكمه

### الفصل الثاني
- فتوحات المغول لأراضي الخوارزم شاهيين، وتراث جنكيزخان
  - دور المسلمين في بناء الإمبراطورية المغولية.
  - المغول بمهاجمة أراضي المسلمين في الشرق.
- سقوط المدن الخوارزمية في أراضي ما وراء النهر
- خطة مصادرة السلطان محمد خوارزم شاه وأثرها في انهيار الدولة الخوارزمية.
- حصار وأخذ جرجانية.
- عمليات جنكيز خان العسكرية خلال المرحلة الثانية من غزوه الأراضي السلطان محمد.
- عودة جنكيز خان، وعملياته العسكرية، ووفاته.
- تقسيم ميراث جنكيز خان وخلافة العرش المغولي.
- تتويج «أكتاي» خان أعلى للمغول بلقب «قاآن».
- الفتوحات المغولية أيام «أكتاي قاآن».
- كويوك يتولى العرش المغولي.
- باتو بُعين منكو خانًا أكبر على العرش المغولي.

### الفصل الثالث
- أوضاع الخلافة العباسية عشية غزو هولاكو
  - الادعاء القائل بتآمر الخليفة الناصر مع المغول.
  - غزوات المغول التمهيدية ضد أراضي الخلافة العباسية.
  - فترة حكم الخليفة المستعصم.

### الفصل الرابع
- حملة المغول العسكرية بقيادة هولاكو ضد الأراضي الغربية
  - دواعي الحملة واستعداداتها.
  - سقوط الحصون الإسماعيلية ومصير أمر هذه الطائفة.
- هولاكو يطالب باستسلام المعتصم دون قيد أو شرط مسبقين
- سقوط بغداد على أيدي المغول وأعوانهم
- الانقضاض على بغداد وأراضي الدولة العباسية عمومًا
  - قوات الميمنة
  - قوات الميسرة
  - قوات القلب
- حصار وأخذ بغداد

### الفصل الخامس
- دور العناصر المسيحية
  - دور العناصر المسيحية من خارج أراضي الدولة العباسية.
  - دور المسيحيين القاطنين في بغداد.
- دور العناصر الإسلامية
  - دور المسلمين من داخل أراضي الخلافة العباسية.
    - طائفة أتباع المذهب الشيعي المتهمين بالخيانة
    - التهم الموجهة ضد الوزير العباسي الشيعي المذهب: مؤيد الدين محمد بن العلقمي
    - طريقة المراسلة المزعومة بين الوزير وهولاكو
    - القائلون بهذه التهمة والمعارضون لها
    - وجه الحقيقة كما يظهر لنا

  - دور مسلمي الأقطار خارج أراضي الخلافة العباسية.

### خاتمة الكتاب
- قسم المصادر والمراجع
  - أسماء المصادر والمراجع باللغة العربية
  - أسماء المصادر والمراجع باللغة الإنجليزية

## طالع أيضًا
- كتاب إغلاق العقل المسلم ونظريات المؤامرة

## روابط خارجية
- سقوط الدولة العباسية ودور الشيعة بين الحقيقة والاتهام على أرشيف الإنترنت